# علوم کامپیوتر AP
در ایالات متحده، دوره‌های Advanced Placement (AP) Computer Science (که معمولاً به اختصار AP Comp Sci نامیده می‌شوند) مجموعه‌ای از دوره‌ها و امتحانات پیشرفته در زمینه علوم کامپیوتر است. این دوره‌ها توسط College Board به دانش‌آموزان دبیرستانی ارائه می‌شوند تا به عنوان فرصتی برای کسب اعتبار دانشگاهی برای دوره‌های سطح دانشگاهی بهره‌مند شوند.  این مجموعه شامل سه کلاس میباشد؛ دو کلاس فعال و یک کلاس که متوقف شده:
AP Computer Science A: این کلاس در مورد برنامه‌نویسی شیء‌گرا و حل مسئله تأکید دارد. آزمون این کلاس دانش‌آموزان را در زمینه زبان برنامه‌نویسی جاوا ارزیابی می‌کند.
AP Computer Science Principles: این کلاس مقدمه‌ای بر علوم کامپیوتر است و در مورد تفکر محاسباتی و آشنایی با نحوه ی استفاده از کامپیوترها در جهان تأکید دارد.
AP Computer Science AB (متوقف شده): این کلاس شامل تمام مباحث AP Computer Science A بود و همچنین به مطالعه دقیق‌تر الگوریتم‌ها، ساختارهای داده‌ای و انتزاع داده               می‌پرداخت. اما به دلیل کم بودن تعداد دانش‌آموزان شرکت‌کننده در آزمون، از سال 2009 متوقف شد.
AP Computer Science با استفاده از زبان برنامه‌نویسی Pascal برای امتحانات 1984 تا 1998، C++ برای 1999 تا 2003، و از سال 2004 به بعد با زبان Java تدریس شده است.

## علوم کامپیوتر AP سطح A
AP Computer Science A یک کلاس برنامه‌نویسی است که بر روش‌های برنامه‌نویسی شی‌گرا، به ویژه حل مسئله و توسعه الگوریتم‌ها، به علاوه یک مرور کلی بر ساختارهای داده و انتزاع تأکید دارد. امتحان AP Computer Science A دانش‌آموزان را در زمینه دانش خود از زبان برنامه‌نویسی Java بررسی می‌کند. این دوره معادل یک دوره ترم اول دانشگاه در علوم کامپیوتر محسوب می‌شود.
برنامه‌ای با حمایت مالی Microsoft با نام Technology Education and Literacy in Schools (TEALS) به منظور افزایش تعداد دانش‌آموزانی که در کلاس‌های AP Computer Science شرکت می‌کنند، طراحی شده است.

## اصول علوم کامپیوتر AP
AP Computer Science Principles یک دوره مقدماتی برای علوم کامپیوتر است که "با تمرکز بر اینکه چگونه محاسبات جهان را به حرکت در می‌آورد". این دوره به عنوان مکمل AP Computer Science A طراحی شده است تا تفکر محاسباتی و روانی در استفاده از کامپیوتر را تأکید کند. این دوره معادل یک دوره ترم اول در محاسبات است.

## علوم کامپیوتر AP سطح AB(که دیگر ارائه نمی شود)
AP Computer Science AB شامل تمامی موضوعات AP Computer Science A بود و همچنین مطالعه‌ای رسمی‌تر و عمیق‌تر در زمینه الگوریتم‌ها، ساختارهای داده، و انتزاع داده‌ها داشت. به عنوان مثال، درخت‌های باینری در AP Computer Science AB مطالعه می‌شدند اما در AP Computer Science A نه. استفاده از ساختارهای داده بازگشتی و ساختارهای تخصیص داده پویا برای AP Computer Science AB اساسی بود.
AP Computer Science AB معادل یک دوره کامل سالانه دانشگاهی بود. به دلیل تعداد کم دانش‌آموزانی که در این امتحان شرکت می‌کردند، AP Computer Science AB پس از امتحانات مه 2009 متوقف شد.

## همچنین ببینید
- علوم کامپیوتر AP سطح A
- علوم کامپیوتر
- واژه‌نامه علوم کامپیوتر
- حوزه (علوم کامپیوتر)
- گرافیک کامپیوتری (علوم کامپیوتر)